# Wadym Dobyża
Wadym Dmytrowycz Dobyża, ukr. Вадим Дмитрович Добижа, ros. Вадим Дмитриевич Добижа, Wadim Dmitrijewicz Dobiża (ur. 26 lutego 1941 w miasteczku wojskowym Sarabuz k. Hwardijśke, obwód krymski, Ukraińska SRR, zm. 29 stycznia 2023 w Sillamäe) – ukraiński piłkarz, trener piłkarski.

## Kariera piłkarska

### Kariera klubowa
Wychowanek klubu Trudowi Rezerwy Woroszyłowgrad, w barwach którego rozpoczął karierę piłkarską, jednak występował tylko w składzie rezerw, dlatego w 1960 przeszedł do Budiwelnyka Zaporoże. W 1961 został zaproszony do Dinama Leningrad. Jako gracz leningradzkiej drużyny w meczu o Puchar ZSRR w Kaliningradzie doznał ciężkiej kontuzji nogi - całkowite zerwanie mięśni. Przez sześć miesięcy był leczony w Fontance. W tym czasie studiował w Instytucie Kultury Fizycznej i Sportu. Wkrótce zrozumiał, że nie będzie mógł kontynuować zawodowej kariery piłkarskiej. Aby zarobić na życie grał w zespołach Admirałtiejec Leningrad, Bolszewik Leningrad i innych.
W 1965 roku został powołany do służby wojskowej, podczas której bronił barw SKA Leningrad, który występował w mistrzostwach strefy Rosyjskiej FSRR (analog drugiej ligi). Po demobilizacji wrócił na studia.

## Kariera trenerska
Po zakończeniu kariery piłkarskiej oraz Instytutu Kultury Fizycznej w Leningradzie został zaproszony przez trenera Giermana Zonina do Szkoły Piłkarskiej Zoria Woroszyłowgrad w 1968 roku. Od 1971 pomagał trenować najpierw Szachtar Kadijewka, a potem Chimik Siewierodonieck. Razem z Lwem Jaszynym prowadził juniorską reprezentację ZSRR. Czterokrotnie pracował z klubem Zoria Ługańsk w 1980–1981, 1985–1988, 1998 i w 1998–2000. W przerwach pracował w Internacie Sportowym w Ługańsku. Również trenował rosyjskie kluby Wołga Twer i Torpedo-RG Moskwa. W kwietniu 2006 objął stanowisko głównego trenera estońskiego Sillamäe Kalev, który wtedy występował w 2 lidze. Pod kierownictwem nowego trenera klub najpierw awansował do 1 ligi, a w 2008 do Meistriliigi. W 2009 przeniósł się na stanowisko głównego trenera drugiej drużyny, w której występowali młodzi piłkarze. Właśnie szkolenie młodych talentów wyróżniało pracę trenera. Od początku 2013 pomagał trenować główną drużynę.

## Sukcesy i odznaczenia

### Sukcesy trenerskie
- wicemistrz Estonii: 2009

### Odznaczenia
- Order Czerwonego Sztandaru Pracy: 1978
- tytuł Zasłużonego Trenera Ukraińskiej SRR: 1979